# Сырыелга
Сырыелга́ — река в России на Южном Урале, протекает по Челябинской области. Устье реки находится в 478 км по правому берегу реки Миасс. Длина реки составляет 11 км.

## Данные водного реестра
По данным государственного водного реестра России относится к Иртышскому бассейновому округу, водохозяйственный участок реки — Миасс от Аргазинского гидроузла до города Челябинск, речной подбассейн реки — Тобол. Речной бассейн реки — Иртыш.
Код объекта в государственном водном реестре — 14010500912111200003618.